# Diòdot (escultor àtic)
Diòdot (grec antic: Διόδοτος, llatí: Diodotus) fou un escultor àtic. Estrabó li atribueix l'escultura de la Nèmesi de Ramnunt, que és considerada normalment obra d'Agoràcrit de Paros. A part d'Estrabó no l'esmenta cap més autor.